# Tor tambroides
Cá Empurau (Danh pháp khoa học: Tor tambroides) là một loài cá Mahseer trong họ cá chép, chúng là loài cá bản địa ở vùng Đông Nam Á. Trong đó, chúng là đặc sản của Mã Lai, là nguyên liệu để chế biến thành các món ăn đắt tiền.

## Đặc điểm
Chúng là loài cá bản địa ở Sarawak thuộc Mã Lai, Cá Empurau có thể được phát hiện ở thượng nguồn của các con sông chính như Rajang, Baram, Limbang và Batang Ai. Cá empurau là cá đắt nhất ổ Sarawak, nó được đánh giá cao vì thịt ngọt mềm. Chúng lớn đến 1,5 hay 2 ký. Một con 2 ký có thể bán được 1.000 RM (Ringgit Malaysia). Những con cá empurau có trọng lượng từ 10 đến 17 ký. Đa số cá mua đều nặng hơn 10 ký. Con lớn nhất từng mua nặng 23 ký. Tuy nhiên, ở trọng lượng đó, thịt cá vẫn mềm và ngọt.
Thường nó sống ở các dòng suối có đáy đá, nước trong, chảy mạnh và ăn các bộ phận cây như lá, trái và hoa, những thành phần này được nghĩ là cung cấp mùi vị thơm ngon cho nó. Loài cá này thích nước lạnh, sạch và với lượng oxy hòa tan đầy đủ. Empurau ăn chủ yếu là trái cây và cây cỏ, Nó ăn trái cây dại như engkabang và ensurai mọc bên bờ sông. Nó cũng ăn tảo. Loại thực phẩm nó ăn cũng như môi trường sống xung quanh có lẽ tạo nên hương vị của nó, sử dụng cá tự nhiên từ Kapit, thành phố bên dòng sông Rajang thuộc vùng nội địa Sarawak.
Đây là con cá khó kiếm. Hiện giờ khó bắt vì số lượng của nó trong tự nhiên đã bị tàn phá nặng nề. Khoảng 20 hay 30 năm trước, người ta có thể dễ dàng bắt chúng ở Kapit hoặc ở vùng nội địa. Nhưng hiện giờ chúng rất hiếm, điều này có thể là do sự mất cân bằng về môi trường sống của nó do các hoạt động phát triển

## Giá trị
Với giá 1.000 RM (tương đương 327 USD) một bữa ăn một ký, cách nấu nướng này dường như mang lại sự kết hợp hoàn hảo nhất cho mùi vị của cá. Phải trả ít nhất 1.000 Ringgit Malaysia cho món cá hấp hay cá nấu cà ri. Khi con cá nói tới là empurau, không có giá nào là quá cao, với nhu cầu cao, cá empurau có thể bán được 400 RM đến 450 RM một ký, trong khi ở các nhà hàng nó được bán với giá ngất ngưởng lên tới 1.000 RM hoặc hơn.
Khi người ta bắt đầu nuôi empurau vào năm 2006 trong các ao thuộc khuôn viên nhà ở Kuching. Ban đầu nuôi empurau như một thú vui họ phải thương mại hóa nó vì gia đình không thể ăn hết. Bán cá sống làm cá cảnh hoặc thú cưng cũng như cá đông lạnh để ăn. Hiện nay Four Points là khách sạn duy nhất ở Sarawak thường xuyên phục vụ món cá empurau cho khách hàng quen. Kể từ khi phục vụ món cá empurau, nó đã trở thành món ăn rất nổi tiếng.
Cá empura tại Four Points được định giá 100 ringgit cho 100 gam cho cả ba kiểu nấu nướng và gọi ít nhất là một ký, đủ để phục vụ mười khách. Để nếm món cá độc đáo này, khách hàng được khuyên là nên đặt hàng trước một ngày. Khách hàng có thể yêu cầu các phần khác nhau của cá, ví dụ đầu cá hoặc đuôi cá.

## Trong ẩm thực
Cá empurau là một trong những món đặc sản với mùi vị độc nhất vô nhị ở Mã Lai, người Hoa gọi cá này là "Wang Pu Liao", có nghĩa là không thể nào quên vì một khi đã nếm thử nó, bạn sẽ không bao giờ quên nó, Cách nấu thông thường nhất của nó là hấp, thường hấp cá với jintan manis và loại rau địa phương gọi là daun bungkang, rất thích hợp với loài cá này. Không cần cho nhiều nước sốt hay nước thịt vì muốn giữ mùi vị đặc trưng của cá.
Empurau được phục vụ theo 3 kiểu – Teo Chew, hấp hoặc cà ri. Kiểu Teo chew sử dụng một loại nước hầm đặc biệt gọi là shang tang, một loại nước thịt trong được ướp gia vị và hấp với gừng cắt sợi, mận ướp, rau ướp muối, nấm cắt mỏng và cà chua.Cách thứ hai, cá được hấp trong xì dầu siêu nhẹ và một ít dầu mè, hành lá và rau mùi bên trên. Với kiểu nấu cà ri, empurau được hấp sơ với đậu đông, sau đó thêm cà ri thơm lên trên để không át hương vị cá. Cà ri là món nổi tiếng nhất trong ba món phục vụ tại nhà hàng. Cà ri mang lại sự kết hợp tốt hơn cho mùi vị của cá. Cà ri là sự kết hợp tốt nhất với cá empurau. Món thích hơn là Cà ri empurau. 